# Don Ameche
Don Ameche, né Dominic Felix Amici le 31 mai 1908 à Kenosha, Wisconsin, (États-Unis) et mort le 6 décembre 1993 à Scottsdale en Arizona, est un acteur et réalisateur américain.

## Biographie

### Origines
Dominic Felix Amici est né le 31 mai 1908 à Kenosha dans le Wisconsin. Il est le fils de Felice Amici, un barman originaire du village italien de Montemonaco dans les Marches, et de Barbara Etta Hertel, d'origine scotto-irlando-allemande. Il a trois frères, Umberto (Bert), James (Jim Ameche (en)) et Louis, et quatre sœurs, Elizabeth, Catherine, Mary et Anna.

### Carrière
Il obtient une première reconnaissance de la profession pour son rôle dans La folle Parade (1938).
En 1985, il reçoit un oscar pour le meilleur second rôle pour son interprétation dans Cocoon.

### Mort
Ayant fini le tournage de son dernier film Corrina, Corrina de Jessie Nelson au début de novembre 1993, Don Ameche est emporté à l'âge de quatre-vingt-cinq ans par suite d"un cancer de la prostate, le 6 décembre 1993 chez son fils à Scottsdale en Arizona. Son corps est incinéré et ses cendres sont enterrées aux côtés de son épouse Honore Prendergast-Ameche (1907-1986) au cimetière Resurrection Catholic Cemetery, connu sous le nom de St. Philomena's Cemetery, à Asbury dans le comté de Dubuque de l'Iowa.

## Filmographie

### Films
- 1935 : Le Conquérant des Indes (Clive of India) de Richard Boleslawski : Prisoner in the Black Hole (non crédité)
- 1935 : L'Enfer (Dantes inferno) de Harry Lachman : Man in Stoke-Hold (non crédité)
- 1936 : Le Chant des cloches (Sins of Man) d'Otto Brower et Gregory Ratoff : Karl Freyman / Mario Signarelli
- 1936 : Ramona de Henry King : Alessandro
- 1936 : Quatre Femmes à la recherche du bonheur (Ladies in Love) d'Edward H. Griffith : Docteur Rudi Imre
- 1936 : Tourbillon blanc (One in a Million) de Sidney Lanfield : Robert 'Bob' Harris
- 1937 : L'Incendie de Chicago (In Old Chicago) de Henry King : Jack O'Leary
- 1937 : L'Amour en première page (Love Is News) de Tay Garnett : Marty Canavan
- 1937 : Week-end mouvementé (Fifty Roads to Town) de Norman Taurog : Peter Nostrand
- 1937 : Brelan d'as (You Can't Have Everything) de Norman Taurog : George Macrae
- 1937 : Aventure en Espagne (Love Under Fire) de George Marshall : Tracy Egan
- 1938 : L'Escale du bonheur (en) (Happy Landing) de Roy Del Ruth : Jimmy Hall
- 1938 : La Folle Parade (Alexander's Ragtime Band) de Henry King : Charlie Dwyer
- 1938 : Josette et compagnie (Josette) d'Allan Dwan : David Brassard Jr.
- 1938 : L'Île des angoisses (Gateway) d'Alfred L. Werker : Dick
- 1939 : Les Trois Louf'quetaires (en) (The Three Musketeers) d'Allan Dwan : D'Artagnan
- 1939 : La Baronne de minuit (Midnight) de Mitchell Leisen : Tibor Czerny / Baron Czerny
- 1939 : Et la parole fut (The Story of Alexander Graham Bell) d'Irving Cummings : Alexander Graham Bell
- 1939 : Hollywood Cavalcade d'Irving Cummings : Michael Linnett "Mike" Connors
- 1939 : Swanee River de Sidney Lanfield : Stephen Foster
- 1940 : Lillian Russell d'Irving Cummings : Edward Solomon
- 1940 : Four Sons (en) d'Archie Mayo : Chris Bernic
- 1940 : Sous le ciel d'Argentine (Down Argentine Way) d'Irving Cummings : Ricardo Quintana
- 1941 : Une nuit à Rio (That Night in Rio) d'Irving Cummings: Larry Martin / Baron Manuel Duarte
- 1941 : Soirs de Miami (Moon over Miami) de Walter Lang : Phil O'Neil (Credits) / Phil 'Mac' McNeil (in Film)
- 1941 : Vedette à tout prix (Kiss the Boys Goodbye) de Victor Schertzinger : Lloyd Lloyd
- 1941 : The Feminine Touch de W.S. Van Dyke : Professeur John Hathaway
- 1941 : Confirm or Deny d'Archie Mayo : "Mitch" Mitchell
- 1942 : Le Nigaud magnifique (The Magnificent Dope) de Walter Lang : Dwight Dawson
- 1942 : Girl Trouble de Harold D. Schuster : Pedro Sullivan
- 1943 : En bordée à Broadway (Something to Shout About) de Gregory Ratoff : Ken Douglas
- 1943 : Le ciel peut attendre (Heaven Can Wait) d'Ernst Lubitsch : Henry Van Cleve
- 1943 : Happy Land de Irving Pichel : Lew Marsh
- 1944 : Le Porte-avions X (Wing and a Prayer) de Henry Hathaway : Commandant Bingo Harper
- 1944 : Greenwich Village de Walter Lang : Kenneth Harvey
- 1945 : La Cinquième Chaise (en) (It's in the Bag!) de Richard Wallace : Don, le serveur chantant (caméo)
- 1945 : Désir de femme (Guest Wife) de Sam Wood : Joseph Jefferson Parker
- 1946 : Ainsi va mon cœur (So Goes My Love) de Frank Ryan : Hiram Stephen Maxim
- 1947 : Le Bébé de mon mari (That's My Man) de Frank Borzage : Joe Grange
- 1948 : L'Homme aux lunettes d'écaille (Sleep, My Love) de Douglas Sirk : Richard W. Courtland
- 1949 : Française d'occasion (Slightly French) de Douglas Sirk : John Gayle
- 1954 : Phantom Caravan de Roy Rich (en) : Lawrence Evans
- 1961 : A Fever in the Blood (en) de Vincent Sherman : Le sénateur Alex S. Simon
- 1966 : Picture Mommy Dead de Bert I. Gordon : Edward Shelley
- 1970 : Du vent dans les voiles (The Boatniks) de Norman Tokar : Commandant Taylor
- 1970 : Trois Réservistes en java (Suppose They Gave a War and Nobody Came?) de Hy Averback : Colonel Flanders
- 1983 : Un fauteuil pour deux (Trading Places) de John Landis : Mortimer Duke
- 1985 : Cocoon de Ron Howard : Arthur Selwyn
- 1987 : Bigfoot et les Henderson (Harry and the Hendersons) de William Dear : Dr Wallace Wrightwood
- 1988 : Un prince à New York (Coming to America) de John Landis : Mortimer Duke
- 1988 : Parrain d'un jour (Things Change) de David Mamet : Gino
- 1988 : Cocoon, le retour (Cocoon: The Return) de Daniel Petrie : Arthur 'Art' Selwyn
- 1990 : Oddball Hall (en) de Jackson Hunsicker : G. Paul Siebriese
- 1991 : L'embrouille est dans le sac (Oscar) de John Landis : Father Clemente
- 1992 : Folks! de Ted Kotcheff : Harry Aldrich
- 1993 : L'Incroyable Voyage (Homeward Bound : The Incredible Journey) de Duwayne Dunham : Shadow (voix)
- 1994 : Corrina, Corrina de Jessie Nelson : Grandpa Harry

### Télévision

#### Téléfilms
- 1954 : Fire One de Dallas Bower : Le commandant Cannon
- 1956 : Saturday Spectacular: High Button Shoes de[Qui ?] : Henry Longstreet (non crédité)
- 1968 : Ombre sur Elveron (Shadow Over Elveron) de James Goldstone : Justin Pettit
- 1971 : Shepherd's Flock de Peter Tewksbury : Docteur Hewitt
- 1972 : Gidget Gets Married (en) de E. W. Swackhamer : Otis Ramsey
- 1979 : The Chinese Typewriter de Lou Antonio : Armand Beller
- 1984 : Not in Front of the Kids de Bill Persky : Ben Rosen
- 1986 : A Masterpiece of Murder (en) de Charles S. Dubin : Frank Aherne
- 1987 : Pals de Lou Antonio : Art Riddle
- 1991 : Entre père et fils de Mark Tinker : John 'Papa' McGuire Sr.
- 1992 : Sunstroke de James Keach : Jake

#### Séries télévisées
- 1949 : The Chevrolet Tele-Theatre (en) (épisode : The Door)
- 1950-1951 : Holiday Hotel : Host
- 1951 : Four Star Revue (en) : Apparition exceptionnelle (saison 1, épisode 21)
- 1951-1952 : The Frances Langford-Don Ameche Show : Co-host
- 1957 : Goodyear Television Playhouse (en) (épisode : Your Every Wish)
- 1957 : The DuPont Show of the Month (en) : Harry Grave (épisode : Junior Miss)
- 1958 : Climax! : Sam Waterman (épisode : Albert Anastasia - His Life and Death)
- 1964 : Le Plus Grand Chapiteau du monde (The Greatest Show on Earth) : Collie McCullough (épisode : The Glorious Days of the Used to Be)
- 1963-1964 : The Christophers (2 épisodes)
- 1964 : L'Homme à la Rolls (Burke's Law) : Whitman Saunders (saison 1, épisode 28 : Who Killed Annie Foran?)
- 1969-1970 : Julia (en) (2 épisodes)
- 1970 : Petticoat Junction (en) : Oncle George (épisode : Steve's Uncle George)
- 1971 : Columbo : Frank Simpson (saison 1, épisode 4 :Plein Cadre (Suitable for Framing)
- 1971 : Opération Danger (Alias Smith and Jones) : Diamond Jim Guffy
- 1975 : Un shérif à New York (McCloud) : Rene Jauvert (épisode : The Man with the Golden Hat)
- 1975 : Ellery Queen, à plume et à sang (Ellery Queen) : Dr Norman Marsh (épisode : The Adventure of the Lover's Leap)
- 1976 : Good Heavens (en) (épisode : Superscoop)
- 1979 : Quincy : Harry Whitehead (épisode : The Death Challenge)
- 1979-1984 : La croisière s'amuse (The Love Boat) (3 épisodes)
- 1980 : L'Île fantastique (Fantasy Island) : Ferini (épisode : The Invisible Woman/The Snow Bird)
- 1983 : Mr. Smith : Docteur Breckenridge (épisode : Mr. Smith Goes Public)
- 1990 : Les Craquantes (The Golden Girls) : Frère Martin (épisode : Once in St. Olaf)
- 1991 : Gabriel Bird : profession enquêteur (Pros and Cons) (épisode :  Once a kid)

### Réalisation
- 1968 : Julia (en) (saison 2, épisode 21 : Call Me by My Rightful Number)

## Distinctions

### Récompenses
- 1943 : Photoplay Awards de la meilleure performance dans une comédie fantastique pour Le ciel peut attendre (Heaven Can Wait) (1943) partagé avec Gene Tierney.
- 58e cérémonie des Oscars 1986 : Meilleur acteur dans un second rôle dans un drame de science-fiction pour Cocoon (1985).
- Mostra de Venise 1988 : Coupe Volpi pour la meilleure interprétation masculine dans une comédie dramatique pour Parrain d'un jour (Things Change) (1988) partagé avec Joe Mantegna.
- Mostra de Venise 1988 : Lauréat du Prix Pasinetti (it) de la meilleure interprétation masculine dans une comédie dramatique pour Parrain d'un jour (Things Change) (1988).